# Kolcoszczur
Kolcoszczur (Echiothrix) – rodzaj ssaków z podrodziny myszy (Murinae) w obrębie rodziny myszowatych (Muridae).

## Rozmieszczenie geograficzne
Rodzaj obejmuje gatunki występujące endemicznie na indonezyjskiej wyspie Celebes.

## Morfologia
Długość ciała (bez ogona) 182–230 mm, długość ogona 212–270 mm, długość ucha 31–35 mm, długość tylnej stopy 48–55 mm; masa ciała 100–270 g.

## Systematyka
Rodzaj zdefiniował w 1867 roku angielski zoolog John Edward Gray w artykule zatytułowanym „Notatki na temat pstrych lub żółtoogonowych szczurów z Australazji”, opublikowanym w czasopiśmie Proceedings of the Zoological Society of London. Gatunkiem typowym jest (oznaczenie monotypowe) kolcoszczura białoogonowego (E. leucura).

### Etymologia
- Echiothrix (Echinothrix): gr. εχινος ekhinos ‘jeż’; θριξ thrix, τριχος trikhos ‘włosy’[9].
- Craurothrix: gr. κραυρος krauros ‘twardy’; θριξ thrix, τριχος trikhos ‘włosy’[10].

### Podział systematyczny
Do rodzaju należą następujące gatunki:
| Grafika | Gatunek             | Autor i rok opisu             | Nazwa zwyczajowa         | Podgatunki         | Rozmieszczenie geograficzne                                                                   | Podstawowe wymiary                        | Status IUCN |
| ------- | ------------------- | ----------------------------- | ------------------------ | ------------------ | --------------------------------------------------------------------------------------------- | ----------------------------------------- | ----------- |
|         | Echiothrix leucura  | J.E. Gray, 1867               | kolcoszczur białoogonowy | gatunek monotypowy | północno-wschodni kraniec półwyspu Minahasa                                                   | DC: 19,6–23 cm DO: 21–27 cm MC: 100–124 g | VU          |
|         | Echiothrix centrosa | G.S. Miller & Hollister, 1921 | kolcoszczur sulaweski    | gatunek monotypowy | północno-zachodni półwysep Minahasa i środkowa część wyspy; zakres wysokości: 0–1100 m n.p.m. | DC: 18,2–22 cm DO: 23–26 cm MC: 215–270 g | VU          |

Kategorie IUCN:  VU  – gatunek narażony. 